# Wola Bystrzycka (gromada)
Wola Bystrzycka – dawna gromada, czyli najmniejsza jednostka podziału terytorialnego Polskiej Rzeczypospolitej Ludowej w latach 1954–1972.
Gromady, z gromadzkimi radami narodowymi (GRN) jako organami władzy najniższego stopnia na wsi, funkcjonowały od reformy reorganizującej administrację wiejską przeprowadzonej jesienią 1954 do momentu ich zniesienia z dniem 1 stycznia 1973, tym samym wypierając organizację gminną w latach 1954–1972.
Gromadę Wola Bystrzycka z siedzibą GRN w Woli Bystrzyckiej utworzono – jako jedną z 8759 gromad na obszarze Polski – w powiecie łukowskim w woj. lubelskim na mocy uchwały nr 13 WRN w Lublinie z dnia 5 października 1954. W skład jednostki weszły obszary dotychczasowych gromad Wola Bystrzycka, Ciężkie, Hermanów, Marianów i Kolonia Bystrzycka ze zniesionej gminy Wojcieszków w tymże powiecie. Dla gromady ustalono 16 członków gromadzkiej rady narodowej.
1 stycznia 1960 do gromady Wola Bystrzycka włączono wsie Oszczepalin A i Oszczepalin B z gromady Wojcieszków w tymże powiecie.
1 stycznia 1969 gromadę zniesiono, włączając jej obszar do gromady Wojcieszków w tymże powiecie.